# Oisterwijkse Bossen en Vennen
De Oisterwijkse Bossen en Vennen vormen een natuurgebied in de gemeente Oisterwijk van ruim 750 ha in het Nationaal Landschap Het Groene Woud. Hiervan is ruim 400 ha eigendom van de Vereniging Natuurmonumenten.

## Ligging
De Oisterwijkse bossen en vennen liggen centraal in Noord-Brabant op korte afstand van Tilburg en niet ver van 's Hertogenbosch of Eindhoven. Het gebied geldt als een van de bekendste wandelgebieden in deze provincie.
Naar het oosten sluit het (bijna) aan bij de Kampina, eveneens eigendom van Natuurmonumenten. Naar het westen sluit het gebied aan bij het gebied "Oude Hondsberg, Ter Braakloop en Galgeven" (374 ha) dat is bezit is van het Brabants Landschap. Deze gebieden maken samen deel uit van "Het Groene Woud", een keten van grote natuurgebieden in het midden van Brabant, ongeveer van Tilburg tot aan Schijndel.
Het Bezoekerscentrum Oisterwijk van Natuurmonumenten, op het terrein van 'Groot Speijck' aan de Van Tienhovenlaan doet dienst als "Natuurpoort" voor het gebied.

## Geschiedenis
Het gebied was ooit een uitgestrekt heidegebied waarin zich vele vennen bevonden, maar vanaf 1801 begon men het gebied te bebossen. Jongere aanplant dateert van omstreeks 1840.
Tot 1912 behoorde het gebied tot het landgoed "De Hondsberg", ooit verbonden aan het voormalige Kasteel Durendaal. Er waren plannen om het gebied te verkavelen en te bebouwen, waarop het in 1913 door de Vereniging Natuurmonumenten is aangekocht. Zij werd daartoe aangemoedigd door de plaatselijke VVV die beducht was voor plannen om de bossen te kappen en de vennen droog te leggen en kreeg steun van de gemeenten Tilburg en Oisterwijk in de vorm van renteloze leningen en later ook giften. Een belangrijke doelstelling bij de aankoop was ook om te voorkomen dat het gebied met villa's zou worden volgebouwd. Als penningmeester speelde Pieter van Tienhoven hierbij een belangrijke rol. Naar hem is de Van Tienhovenlaan genoemd, die het gebied doorsnijdt. Tot 1932 werden aankopen gedaan, waardoor het gebied 391 ha omvat.
Het gebied maakt deel uit van het Europese natuurnetwerk Natura 2000 onder de gebiedsnaam Kampina & Oisterwijkse Vennen.

## Natuurschoon

### Vennen
De ontstaanswijze van de vennen is niet in alle gevallen geheel zeker, maar aangezien er in de directe omgeving zowel beekdalen liggen als stuifzandgebieden, neemt men vaak aan dat er zowel uitgestoven laagten als stroomdalvennen bij zijn. Opvallend is in ieder geval de aanzienlijke variatie tussen de vennen.
De namen van de vennen in het gebied van Natuurmonumenten zijn Staalbergven, Groot Aderven, Klein Aderven, Wolfsputven, Van Esschenven, Choorven, Witven, Groot Kolkven en de Brouwkuip. Voorts het Voorste Ven, het Achterste Ven, de Lammervennen, het Brandven en het Diaconieven. Omringd door het aangrenzende landbouwgebied liggen verder het Allemansven en het Hildsven. Bovendien zijn er ook veel naamloze kleine vennetjes.
Het Klompven, dat aan de rand van de bebouwing ligt, is door mensenhand gemaakt maar deelt met de 'echte' vennen dezelfde venige bodem zodat het in sommige opzichten natuurlijk aandoet.
Het Groot Kolkven is een restant van een oud smeltwaterdal. De vennen Witven, Van Esschenven en Groot en Klein Aderven zijn ontstaan door winderosie, wat volgt uit hun ligging in westzuidwest-oostnoordoostelijke richting.
De vennen zijn hebben een schilderachtig en aantrekkelijk karakter door hun beboste, grillige of rechte oevers, het voorkomen van eilandjes en de begroeiing met de geurige gagel en waterlelies. Veel van de vennen hebben enige omvang en een flinke oeverlengte. Er groeien kenmerkende en vaak zeldzame planten als moerashertshooi, biesvaren en oeverkruid en kwetsbare tapijten veenmos. Grote roem bij biologen dankten de vennen aan de aanwezigheid van talrijke soorten sieralgen (desmidiaceeën). Dit kwam doordat de vennen gevoed werden door kalkrijk oppervlaktewater uit het Moergestels Broek door de Rosep. In de jaren 30 van de 20e eeuw is dit echter grotendeels ontgonnen en door de bemesting werd het oppervlaktewater  voedselrijker. Eens kwamen er 350 soorten sieralgen voor, en nu nog slechts tien. In 1950 werd de Rosep afgekoppeld omdat deze te voedselrijk was geworden, maar ook via zure dispositie en vermest oppervlaktewater worden de vennen verder bedreigd. In de winter van 1995-1996 werd het slib uit een aantal vennen verwijderd. Ook door aankoop van gronden in het Moergestels Broek tracht men de situatie te verbeteren.
Het Wolfsputven is door de provincie Noord-Brabant als aardkundig monument aangewezen, omdat hieraan goed de ontstaanswijze van de vennen in het gebied is af te lezen.

### Oud bos
Na onderzoek van bepaalde bomen bij gelegenheid van de storm van 1990 bleken in de Oisterwijkse bossen grove dennen voor te komen die nog van rond 1650 moeten dateren. Men heeft daarin zelfs een bewijs gezien dat in Nederland nog grove dennen van inheemse herkomst zouden bestaan, en dat deze soort dus als inheems moet worden beschouwd. Volgens wetenschappelijk onderzoek uit 1995 is dat echter onwaarschijnlijk. Wel is zeker, dat de Oisterwijkse bossen een voor Nederland respectabele leeftijd hebben. Toch staat vast dat delen van het bos eerst heide zijn geweest.

### Beekdalen
Behalve bossen en vennen treft de wandelaar aan de randen van het gebied enkele kleine heideveldjes en de aantrekkelijke beekdalen van de Rosep, de Reusel en de Achterste stroom. Van de beeklopen is de smalle zanderige Rosep nog het best aan de naoorlogse kanalisaties ontkomen, maar ook de Reusel is deels nog oorspronkelijk en voor de Achterste Stroom is een beekherstelplan in uitvoering.

## Recreatie
Het belang voor de recreatie is bij dit natuurmonument vanaf het begin even groot geweest als het natuurwetenschappelijk belang. In en om het dorp Oisterwijk, maar ook in het vennengebied zelf bestaat vanouds een grote en gevarieerde recreatieve bedrijvigheid. Het gebied bevat een bezoekerscentrum Oisterwijk om de bezoekers kennis van en liefde voor de natuur bij te brengen. Aan het Kolkven staat een vogelhut. Door het gebied lopen diverse wandelroutes en fietspaden.

### Flora en fauna van vennen
Flora
- Gagel
- Waterbies
- Moerashertshooi
- Biesvaren
- Oeverkruid
- Veenmos

Fauna
- Dodaars (rode lijst vogel)
- Kuifeend
- Wintertaling
- Tafeleend
- Zwarte stern of venkraai, nu verdwenen

## Nabijgelegen natuurgebieden
De Oisterwijkse Bossen en Vennen maken deel uit van een keten van natuurgebieden, met in het oosten de Kampina, in het westen de Oude Hondsberg, in het noordoosten Landgoed Nemelaer en in het zuidoosten landgoed Rozep. In het noorden gaat het gebied over in de bebouwing van Oisterwijk en in het zuiden in een grootschalig landbouwontginningsgebied dat in de jaren 30 van de 20e eeuw werd aangelegd.

## Impressie van het gebied
Aamsveen (gebiedsnummer 55)
· Abdij Lilbosch & voormalig Klooster Mariahoop (151)
· Abtskolk & De Putten (162)
· Achter de Voort, Agelerbroek & Voltherbroek (47)
· Arkemheen (56) 
· Bakkeveense Duinen (17)
· Bargerveen (33)
· Bekendelle (63)
· Bemelerberg & Schiepersberg (156)
· Bergvennen & Brecklenkampse Veld (46)
· Biesbosch (112)
· Binnenveld (voorheen Bennekomse Meent) (65)
· Boddenbroek (52)
· Het Bossche Broek (132)
· Boetelerveld (41)
· Boezems Kinderdijk (106)
· Borkeld (44)
· Boschhuizerbergen (144)
· Botshol (83)
· Brabantse Wal (128)
· Broekvelden, Vettenbroek & Polder Stein (104)
· Bruine Bank (168)
· Brunssummerheide (155)
· Bunder- en Elslooërbos (153)
· Buurserzand & Haaksbergerveen (53)
· Canisvlietse Kreek (125)
· Coepelduynen (96)
· De Bruuk (69)
· Deelen (14)
· De Alde Feanen (13)
· De Wilck (102)
· Deurnsche Peel & Mariapeel (139) 
· Dinkelland (49)
· Doggersbank (164)
· Donkse Laagten (107)
· Drents-Friese Wold & Leggelderveld (27)
· Drentsche Aa-gebied (25)
· Drouwenerzand (26)
· Duinen Ameland (5) 
· Duinen Den Helder-Callantsoog (84)
· Duinen en Lage Land Texel (2) 
· Duinen Goeree & Kwade Hoek (101) 
· Duinen Schiermonnikoog (6) 
· Duinen Terschelling (4) 
· Duinen Vlieland (3) 
· Dwingelderveld (30)
· Eemmeer & Gooimeer Zuidoever (77)
· Eilandspolder (89)
· Elperstroomgebied (28)
· Engbertsdijksvenen (40) 
· Fochteloërveen (23)
· Friese Front (166)
· Gelderse Poort (67)
· Geleenbeekdal (154)
· Geuldal (157)
· Grensmaas (152)
· Grevelingen (115)
· Groot Zandbrink (80)
· Groote Gat (124)
· Groote Peel (140) 
· Groote Wielen (9)
· Haringvliet (109)
· Holtingerveld (29)
· Hollands Diep (111)
· IJsselmeer (72)
· Ilperveld, Varkensland, Oostzanerveld & Twiske (92)
· Kampina & Oisterwijkse Vennen (133)
· Kempenland-West (135)
· Kennemerland-Zuid (88)
· Ketelmeer & Vossemeer (75)
· Klaverbank (165)
· Kolland en Overlangbroek (81)
· Kop van Schouwen (116)
· Korenburgerveen (61)
· Krammer-Volkerak (114)
· Kunderberg (158)
· Landgoederen Brummen (58)
· Landgoederen Oldenzaal (50)
· Langstraat (130)
· Lauwersmeer (8)
· Leekstermeergebied (19)
· Leenderbos, Groote Heide & De Plateaux (136)
· Lemselermaten (48)
· Lepelaarplassen (79)
· Leudal (147)
· Liefstinghsbroek (21)
· Lingegebied en Diefdijk Zuid (70)
· Loevestein, Pompveld & Kornsche Boezem (71)
· Lonnekermeer (51)
· Leemkuilen (131)
· Loonse en Drunense Duinen (131)
· Maasduinen (145)
· Maas bij Eijsden (167)
· Manteling van Walcheren (117)
· Mantingerbos (31)
· Mantingerzand (32)
· Markermeer & IJmeer (73)
· Markiezaat (127)
· Meijendel & Berkheide (97)
· Moerputten (132)
· Meinweg (149)
· Naardermeer (94)
· Nieuwkoopse Plassen & De Haeck (103)
· Noorbeemden & Hoogbos (161)
· Noordhollands Duinreservaat (87)
· Noordzeekustzone (7) 
· Norgerholt (22)
· Oeffelter Meent (141)
· Olde Maten & Veerslootslanden (37)
· Oostelijke Vechtplassen (95)
· Oosterschelde (118)
· Oostvaardersplassen (78)
· Oude Maas (108)
· Oudegaasterbrekken, Fluessen en omgeving (10)
· Oudeland van Strijen (110)
· Polder Westzaan (91)
· Polder Zeevang (93)
· Regte Heide & Riels Laag (134)
· Roerdal (150)
· Rottige Meenthe & Brandemeer (18)
· Sallandse Heuvelrug (42)
· Sarsven en De Banen (146)
· Savelsbos (160)
· Schoorlse Duinen (86)
· Sint-Jansberg (142)
· Sint Pietersberg & Jekerdal (159)
· Sneekermeergebied (12)
· Solleveld & Kapittelduinen (99)
· Springendal & Dal van de Mosbeek (45)
· Stelkampsveld (60)
· Strabrechtse Heide & Beuven (137)
· Swalmdal (148)
· Teeselinkven (59)
· Uiterwaarden IJssel (38)
· Uiterwaarden Lek (82)
· Uiterwaarden Neder-Rijn (66)
· Uiterwaarden Waal (68)
· Uiterwaarden Zwarte Water en Vecht (36)
· Ulvenhoutse Bos (129)
· Van Oordt's Mersken (15)
· Vecht- en Beneden-Reggegebied (39)
· Veerse Meer (119)
· Veluwe (57)
· Veluwerandmeren (76)
· Vlakte van de Raan 163)
· Vlijmens Ven (132)
· Vogelkreek (126)
· Voordelta (113) 
· Voornes Duin (100) 
· Waddenzee (1) 
· Weerribben (34)
· Weerter- en Budelerbergen & Ringselven (138)
· Westduinpark & Wapendal (98)
· Westerschelde & Saeftinghe (122)
· Wieden (35)
· Wierdense Veld (43)
· Wijnjeterper Schar (16)
· Willinks Weust (62)
· Witte en Zwarte Brekken (11)
· Witte Veen (54)
· Witterveld (24) 
· Wooldse Veen (64)
· Wormer- en Jisperveld & Kalverpolder (90)
· Yerseke en Kapelse Moer (121)
· Zeldersche Driessen (143)
· Zoommeer (120)
· Zouweboezem (105)
· Zuidlaardermeergebied (20)
· Zwanenwater & Pettemerduinen (85)
· Zwarte Meer (74)
· Zwin & Kievittepolder (123)